# Strażnica pograniczna

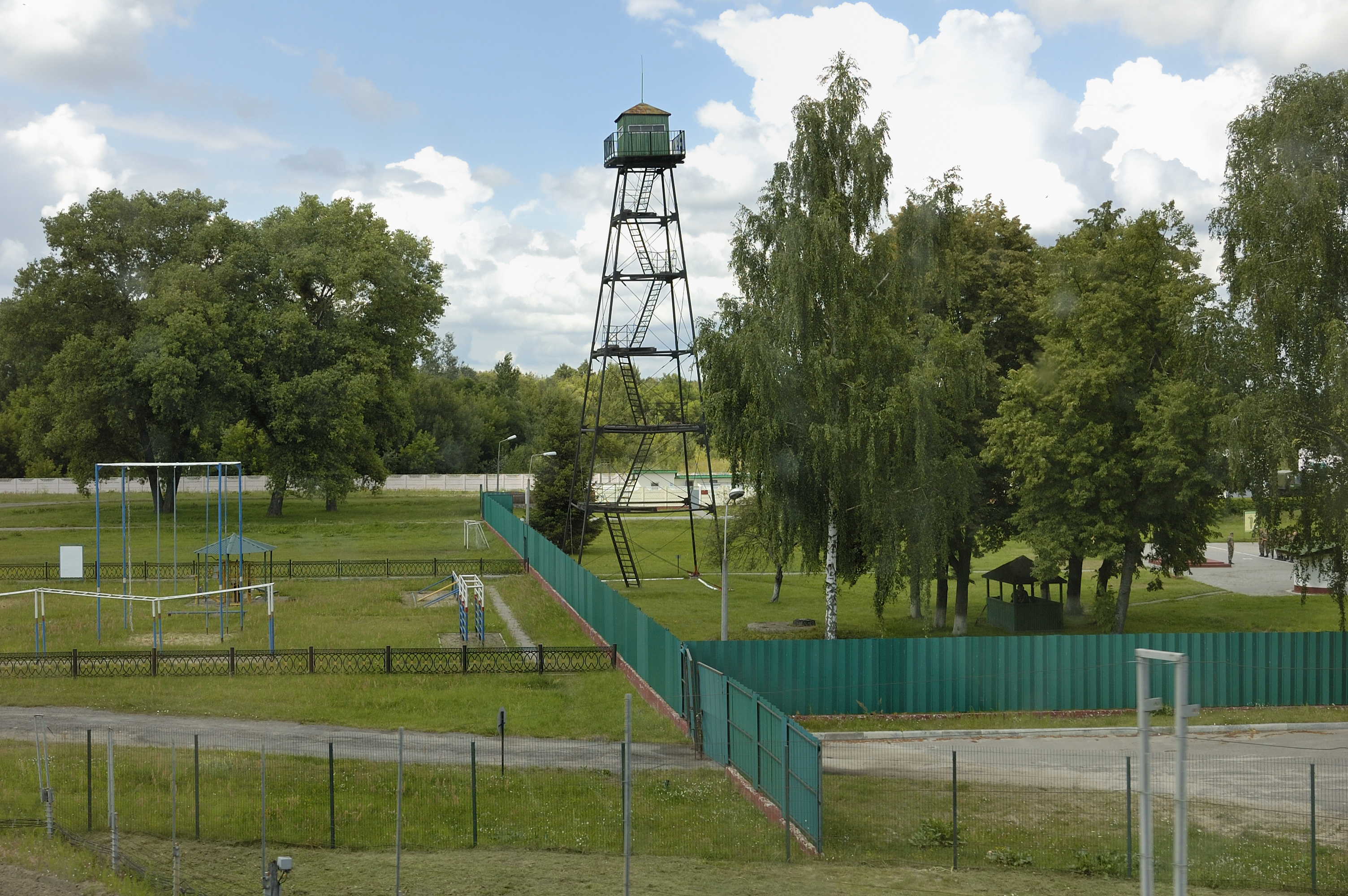
Strażnica pograniczna w Brześciu nad Bugiem

Strażnica pograniczna, w dosłownym tłumaczeniu zapora pograniczna (ros.) пограничная застава „pogranicznaja zastawa” – pododdział radzieckiej straży pogranicznej i rosyjskiej straży granicznej, odpowiednik strażnicy bądź placówki w Straży Granicznej.
Strażnica pograniczna (SP) stanowi podstawową jednostkę oddziału pogranicznego, przeznaczoną do bezpośredniej ochrony granicy państwowej na danym terenie. Przypisany jej jest numer porządkowy, zaczynając od prawej flanki oddziału pogranicznego. Od strony sąsiadującego państwa (czy też otwartego morza) oddzielona jest granicą państwową, z prawej i lewej – punktami styczności i liniami rozgraniczenia. Linie rozgraniczenia i głębokość odcinka SP są określane decyzją szefa regionalnego zarządu Federalnej Służby Granicznej Rosji. SP jest zwykle rozmieszczona w środku odcinka. Lokalizacja SP powinna zapewnić jej możliwość obrony okrężnej, manewr odwodów w każdym kierunku, zamaskowanie od strony granicy, warunki szkolenia i bytowe, jak również realizację dostaw materiałów i ewakuacji. Terytorium SP jest ogrodzone.
SP może być włączona w skład pogranicznej komendantury, na kierunkach, gdzie istnieją realne przeszkody w kierowaniu SP i niewystarczające możliwości koncentracji sił i środków na wypadek zaostrzenia sytuacji.

## Liczebność SP
- SP liniowe – 42–64 osób;
- SP – 50 osób[1].